# Bisley (Surrey)
Bisley – wieś w Anglii, w hrabstwie Surrey, w dystrykcie Surrey Heath. Leży 41 km na południowy zachód od centrum Londynu. Miejscowość liczy 3615 mieszkańców.